# Dipseudopsis curvata
Dipseudopsis curvata är en nattsländeart som beskrevs av Banks 1920. Dipseudopsis curvata ingår i släktet Dipseudopsis och familjen Dipseudopsidae. Inga underarter finns listade i Catalogue of Life.